# 姜学福
姜学福（1932年3月—2022年12月20日），山东荣成人，中国人民解放军正军职离休干部、原第二十五试验训练基地司令员。

## 生平
姜学福1948年11月入伍，1949年6月加入中国共产党。历任战士、学员、教员、副大队长、团长、站长，第二十五试验训练基地司令部副参谋长、副司令员等职。
2022年12月20日，姜学福因病于烟台逝世，享年90岁。讣告刊登在2023年1月8日的《解放军报》。